# Vladimir Kuljanin
Vladimir Kuljanin (Sarajevo, 2 aprile 1985) è un ex cestista canadese con cittadinanza bosniaca, professionista in Europa.

## Carriera
Con il Canada ha disputato i Campionati americani del 2007.